# Étoile de Plaskett
Désignations
L'étoile de Plaskett, également désignée HR 2422 ou V640 Monocerotis, est une binaire spectroscopique située à une distance d'environ ∼ 4 300 a.l. (∼ 1 320 pc) de la Terre dans la constellation de la Licorne. C'est l'une des étoiles binaires les plus massives connues, avec une masse totale d'environ 100 masses solaires.
Elle est nommée d'après John Stanley Plaskett, l'astronome canadien qui découvrit sa nature binaire en 1922. C'est une étoile variable dont la magnitude apparente varie entre 6,04 et 6,08, et qui n'est rattachée à aucun type de variabilité connu. Ces variations qui se font sur des échelles de temps de quelques heures seulement, pourraient être dues à de nombreux facteurs parmi lesquels une influence due à l'orbite du système, à des zones chaudes dans la collision entre les vents des deux étoiles, ou encore à de la granulation.